# Dylan Baker
Dylan Baker (Syracuse, 7 de outubro de 1959) é um ator norte-americano.
Desempenha papéis secundários tanto em filmes como em seriados. Estreou no cinema em 1986 no filme Planes, Trains & Automobiles. Participou de diversas séries de televisão, entre elas Law & Order, Without a Trace, CSI: Crime Scene Investigation, The West Wing, The Good Wife e Damages.

## Carreira
Destacou-se com seu personagem professor Curt Connors em Homem-Aranha 2 e Homem-Aranha 3. Em 2012 esteve na minissérie Political Animals.

## Filmografia

### Filmes
| Ano  | Título                                     | Papel                        |
| ---- | ------------------------------------------ | ---------------------------- |
| 1987 | Planes, Trains & Automobiles               | Owen                         |
| 1988 | The Wizard of Loneliness                   | Duffy Kahler                 |
| 1990 | The Long Walk Home                         | Tunker Thompson              |
| 1991 | Delirious                                  | Blake Hedison                |
| 1992 | Passed Away                                | Unsworth                     |
| 1992 | Love Potion No. 9                          | Prince Geoffrey              |
| 1993 | Life with Mikey                            | Mr. Burns                    |
| 1994 | Radioland Murders                          | Detective Jasper             |
| 1994 | Disclosure                                 | Philip Blackburn             |
| 1995 | The Stars Fell on Henrietta                | Alex Wilde                   |
| 1996 | True Blue                                  | Michael Suarez, S.J.         |
| 1998 | Happiness                                  | Bill Maplewood               |
| 1998 | Celebrity                                  | Priest at Catholic Retreat   |
| 1999 | Simply Irresistible                        | Jonathan Bendel              |
| 1999 | Random Hearts                              | Richard Judd                 |
| 1999 | Oxygen                                     | FBI Agent Jackson Lantham    |
| 2000 | Committed                                  | Carl's Editor                |
| 2000 | Requiem for a Dream                        | Southern Doctor              |
| 2000 | The Cell                                   | Henry West                   |
| 2000 | Thirteen Days                              | Robert McNamara              |
| 2001 | The Tailor of Panama                       | General Dusenbaker           |
| 2001 | Along Came a Spider                        | Ollie McArthur               |
| 2002 | Road to Perdition                          | Alexander Rance              |
| 2002 | A Gentleman's Game                         | Mr. Price                    |
| 2002 | Changing Lanes                             | Finch                        |
| 2002 | The Laramie Project                        | Rulon Stacey                 |
| 2003 | Head of State                              | Martin Geller                |
| 2003 | How to Deal                                | Steve Beckwith               |
| 2003 | Rick                                       | Buck                         |
| 2004 | Spider-Man 2                               | Dr. Curt Connors             |
| 2004 | Kinsey                                     | Alan Gregg                   |
| 2005 | Hide and Seek                              | Sheriff Hafferty             |
| 2006 | The Matador                                | Lovell                       |
| 2006 | Stealing Martin Lane                       | Parker Banks                 |
| 2006 | Fido                                       | Bill Robinson                |
| 2006 | Let's Go to Prison                         | Warden                       |
| 2007 | When a Man Falls                           | Bill                         |
| 2007 | Spider-Man 3                               | Dr. Curt Connors             |
| 2007 | The Hunting Party                          | CIA Operative                |
| 2007 | Across the Universe                        | Mr. Carrigan - Lucy's Father |
| 2007 | The Stone Angel                            | Marvin                       |
| 2007 | Trick 'r Treat                             | Steven                       |
| 2008 | Diminished Capacity                        | Mad Dog McClure              |
| 2008 | Revolutionary Road                         | Jack Ordway                  |
| 2009 | Under New Management                       | Legal Aid Lawyer             |
| 2010 | Secretariat                                | Hollis Chenery               |
| 2011 | About Sunny                                | Max                          |
| 2012 | 2 Days in New York                         | Ron                          |
| 2013 | 23 Blast                                   | Larry Freeman                |
| 2013 | Anchorman 2                                | Freddy Shapp                 |
| 2014 | Turks & Caicos                             | Gary Bethwait                |
| 2014 | The Humbling                               | Dr. Farr                     |
| 2014 | Selma                                      | J. Edgar Hoover              |
| 2015 | America Is Still the Place                 | Mr. Bennett                  |
| 2015 | Applesauce                                 | Stevie Bricks                |
| 2015 | The Benefactor                             | Bobby                        |
| 2016 | Catfight                                   | Dr. Jones                    |
| 2016 | Miss Sloane                                | Jon O'Neill                  |
| 2017 | The Misogynists                            | Cameron                      |
| 2018 | Elizabeth Harvest                          | Logan                        |
| 2019 | Extremely Wicked, Shockingly Evil and Vile | David Yokum                  |
| 2023 | LaRoy                                      | Harry                        |
| 2023 | Dream Scenario                             | Richard                      |

Televisão
| Ano                | Título                                      | Papel                               | |
| ------------------ | ------------------------------------------- | ----------------------------------- | --- |
| 1986               | A Case of Deadly Force                      | Kevin O'Donnell                     | Television movie                                                                                           |
| 1988               | The Murder of Mary Phagan                   | The Governor's Assistant            | 2 episodes                                                                                                 |
| 1988               | Miami Vice                                  | Lt. Edward Jerell                   | Episode: "Honor Among Thieves?"                                                                            |
| 1988               | Spenser: For Hire                           | Sam Reynolds                        | Episode: "Substantial Justice"                                                                             |
| 1988               | American Playhouse                          | George 'Jig' Cook                   | Episode: "Journey Into Genius"                                                                             |
| 1990               | Judgment                                    | Father Delambre                     | Television movie                                                                                           |
| 1991               | Law & Order                                 | Sean Hyland                         | Episode: "His Hour Upon the Stage"                                                                         |
| 1993               | Return to Lonesome Dove                     | Nigel Winston, Cattleman's Alliance | 3 episodes                                                                                                 |
| 1993               | Northern Exposure                           | Jeffy O'Connell                     | Episode: "Grosse Pointe, 48230"                                                                            |
| 1993               | Love, Honor & Obey: The Last Mafia Marriage | Curtis Pinger                       | Television movie                                                                                           |
| 1995–96            | Murder One                                  | Det. Arthur Polson                  | 18 episodes                                                                                                |
| 1997               | Feds                                        | Jack Gaffney                        | Episode: "Smoking Gun"                                                                                     |
| 1998               | Law & Order                                 | Aaron Downing                       | Episode: "Flight"                                                                                          |
| 1998               | Oz                                          | Schillinger's Defense Attorney      | Episode: "Great Men"                                                                                       |
| 2000               | Strangers with Candy                        | Minister Arsenew                    | Episode: "Is Freedom Free?"                                                                                |
| 2001               | Big Apple                                   | Inspector Bob Cooper                | 2 episodes                                                                                                 |
| 2001               | The Practice                                | Sen. Keith Ellison                  | 2 episodes                                                                                                 |
| 2001               | CSI: Crime Scene Investigation              | Father Powell                       | Episode: "Alter Boys"                                                                                      |
| 2003               | The Pitts                                   | Bob Pitt                            | 7 episodes                                                                                                 |
| 2003               | The West Wing                               | Attorney General Alan Fisk          | Episode: "Abu el Banat"                                                                                    |
| 2003               | The Elizabeth Smart Story                   | Ed Smart                            | Television movie                                                                                           |
| 2004–06; 2022–2023 | Law & Order                                 | Sanford Rems                        | 5 episodes                                                                                                 |
| 2004               | Third Watch                                 | Councilman Daniels                  | Episode: "Broken"                                                                                          |
| 2004               | Life as We Know It                          | Roland Conner                       | 2 episodes                                                                                                 |
| 2005               | Without a Trace                             | Brian Stone                         | Episode: "Manhunt"                                                                                         |
| 2006               | The Book of Daniel                          | Roger Paxton                        | 6 episodes                                                                                                 |
| 2007               | Drive                                       | John Trimble                        | 6 episodes                                                                                                 |
| 2009               | Kings                                       | William Cross                       | 12 episodes                                                                                                |
| 2009               | Law & Order: Criminal Intent                | Henry Muller                        | Episode: "Major Case"                                                                                      |
| 2009               | Monk                                        | John Hannigan                       | Episode: "Mr. Monk and the Critic"                                                                         |
| 2009               | Ugly Betty                                  | Bennett Wallis                      | 3 episodes                                                                                                 |
| 2010–15            | The Good Wife                               | Colin Sweeney                       | 8 episodes Nominated—Primetime Emmy Award for Outstanding Guest Actor in a Drama Series (2010, 2012, 2014) |
| 2010               | House                                       | Dr. Dave Broda                      | Episode: "A Pox on Our House"                                                                              |
| 2010–11            | Burn Notice                                 | Raines                              | 2 episodes                                                                                                 |
| 2011               | Damages                                     | Jerry Boorman                       | 10 episodes Nominated—Critics' Choice Television Award for Best Guest Performer in a Drama Series          |
| 2012               | White Collar                                | Andy Woods                          | Episode: "Upper West Side Story"                                                                           |
| 2012               | Political Animals                           | Fred Collier                        | 5 episodes                                                                                                 |
| 2012–13            | Smash                                       | Roger Cartwright                    | 3 episodes                                                                                                 |
| 2013               | Zero Hour                                   | FBI Chief Terrence Fisk             | 3 episodes                                                                                                 |
| 2013–14            | Chicago Fire                                | Dr. David Arata                     | 2 episodes                                                                                                 |
| 2014               | Chicago P.D.                                | Dr. David Arata                     | Episode: "8:30 PM"                                                                                         |
| 2015               | The Mentalist                               | Bill Peterson                       | 2 episodes                                                                                                 |
| 2016               | The Americans                               | William Crandall                    | 8 episodes                                                                                                 |
| 2016               | Confirmation                                | Orrin Hatch                         | Television movie                                                                                           |
| 2016–20            | Blindspot                                   | FBI Director Pellington             | 6 episodes                                                                                                 |
| 2017               | Difficult People                            | Tourist                             | Episode: "Criminal Minds"                                                                                  |
| 2017               | Little Women                                | Robert March                        | 3 episodes                                                                                                 |
| 2017–18            | The Good Fight                              | Colin Sweeney                       | 2 episodes                                                                                                 |
| 2017–18            | I'm Dying Up Here                           | Johnny Carson                       | 5 episodes                                                                                                 |
| 2018               | Elementary                                  | Armand Venetto                      | Episode: "The Adventure of the Ersatz Sobekneferu"                                                         |
| 2018               | Homeland                                    | Senator Sam Paley                   | 8 episodes                                                                                                 |
| 2020–23            | Hunters                                     | Biff Simpson                        | 11 episodes                                                                                                |
| 2020               | Social Distance                             | Neil Currier                        | Episode: "Humane Animal Trap"                                                                              |
| 2021               | Evil                                        | Father Kay                          | 2 episodes                                                                                                 |
| 2021               | The Hot Zone: Anthrax                       | Ed Copak                            | 6 episodes                                                                                                 |
| 2022               | Inside Man                                  | Casey                               | 4 episodes                                                                                                 |
| 2022               | Would I Lie to You? (US)                    | Himself                             | Episode: "Singing Waitress"                                                                                |